# Distichophyllum wanianum
Distichophyllum wanianum là một loài Rêu trong họ Hookeriaceae. Loài này được B.C. Tan & P.J. Lin mô tả khoa học đầu tiên năm 1995.